# Hans Sünderhauf

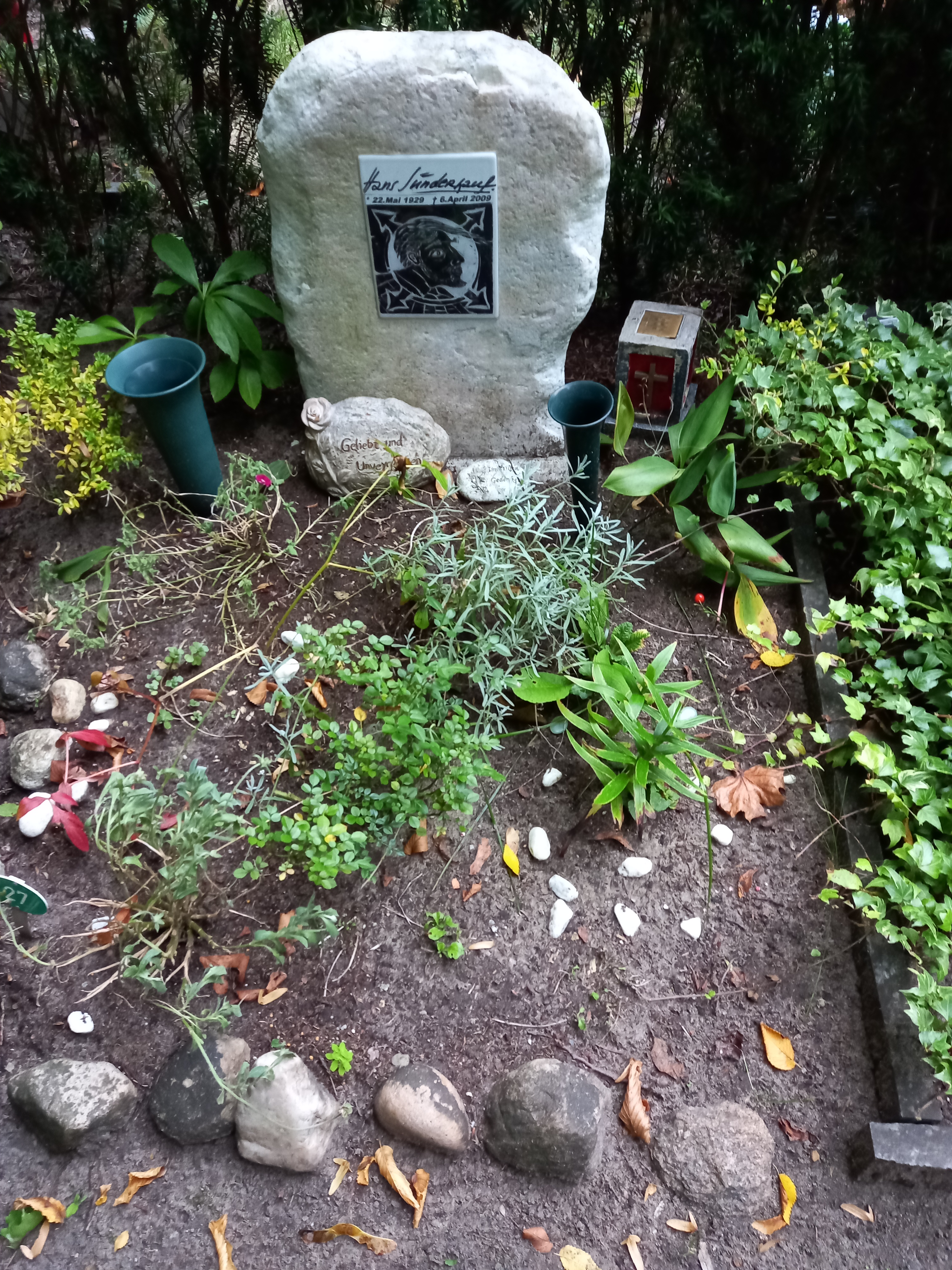
Das Grab von Hans Sünderhauf auf dem Friedhof Grunewald in Berlin

Hans Sünderhauf (* 22. Mai 1929 in Berlin; † 6. April 2009) war ein deutscher Maler, Grafiker und Bildhauer. Er war Mitglied der Künstlergruppe Berliner Malerpoeten. Zusammen mit Kurt Mühlenhaupt gehörte er zu den wichtigsten Personen der Kreuzberger Boheme- und Künstlerszene.
Nach dem Studium der Malerei an der Berliner Hochschule für bildende Künste arbeitete er bis 2005 in seinem Kreuzberger Atelier. Sein Werk umfasst neben Plastiken vor allem Radierungen, Holzschnitte, Lithographien, Zeichnungen, Aquarelle, Ölbilder und Acrylbilder. Seine Werke wurden in zahlreichen Ausstellungen im In- und Ausland einer breiten Öffentlichkeit präsentiert.
Er war verheiratet und hatte zwei Töchter. Sein Leben und seine Arbeit waren seit 1964 durch eine manisch-depressive Erkrankung und wiederholte Klinikaufenthalte eingeschränkt. Trotzdem umfasst sein Werk mehrere tausend Arbeiten.